# تپه نوخندان
تپه نوخندان مربوط به دوران پیش از تاریخ ایران باستان تا دوران‌های تاریخی پس از اسلام است و در نوخندان، مرکز شهر واقع شده و این اثر در تاریخ ۲۴ تیر ۱۳۸۲ با شمارهٔ ثبت ۹۲۴۵ به‌عنوان یکی از آثار ملی ایران به ثبت رسیده است.